# Бенуа, Александр Николаевич
Алекса́ндр Никола́евич Бенуа́ (фр. Alexandre Benois; 21 апреля [3 мая] 1870[…], Санкт-Петербург — 9 февраля 1960[…], Париж) — русский художник и писатель из семьи Бенуа, одна из самых знаменитых личностей Серебряного века, сооснователь (вместе с Сергеем Дягилевым) и главный идеолог общества «Мир искусства» и одноимённого журнала.

## Биография

### Ранние годы
Родился 21 апреля (3 мая) 1870 года в Санкт-Петербурге; младший из четырёх сыновей в семье архитектора Николая Леонтьевича Бенуа и его жены Камиллы Альбертовны, дочери архитектора А. К. Кавоса. Начальное образование получил в гимназии Человеколюбивого общества. В 1885—1890 годах учился в частной гимназии К. И. Мая, где познакомился с будущими соратниками по «Миру искусства» Дмитрием Философовым, Вальтером Нувелем и Константином Сомовым.

### Изобразительное искусство: теория и практика
Некоторое время в 1887 году был вольнослушателем Академии художеств, но не окончил её, считая, что художником можно стать, только непрерывно работая. Также занимался изобразительным искусством самостоятельно и под руководством старшего брата Альберта.

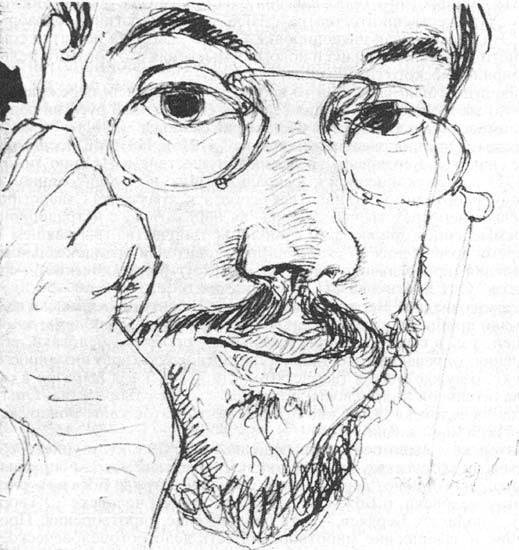
Автопортрет Александра Бенуа. 1893

В 1894 году окончил юридический факультет Санкт-Петербургского университета.
Впервые представил свои работы на выставке и привлёк к себе внимание специалистов в 1893 году. В 1894 году начал свою карьеру теоретика и историка искусства, написав главу о русских художниках для немецкого сборника «История живописи XIX века».

### Первая поездка во Францию
В 1896—1898 году состоялась первая поездка художника во Францию, много давшая его художественному развитию. «Я несомненно созревал, расставаясь со всякими ненужными пережитками юности и с остатками своего „провинциализма“, выражавшимися в известной бестолковости, сумбурности и узости моих художественных восприятий» — писал он. По мнению художника, «сокровища Парижа» способствовали развитию заложенного в нём дара «восприятия красоты».
Под впечатлением от Версаля Бенуа создал серию акварелей «Последние прогулки Людовика XIV». Эта «Версальская серия» имела успех: в 1897 году три работы с выставки были приобретены Павлом Третьяковым.

### В Санкт-Петербурге
Стал одним из организаторов и идеологов художественного объединения «Мир искусства», основал одноимённый журнал. Вместе с С. П. Дягилевым, К. А. Сомовым и другими «мирискусниками» не принимал тенденциозность передвижников и пропагандировал новое русское и западноевропейское искусство. Объединение привлекло внимание к прикладному искусству, архитектуре, народным промыслам, подняло авторитет книжных иллюстраций, графики, оформительского искусства. Пропагандируя старое русское искусство и западноевропейских мастеров живописи, в 1901 году начал издавать журнал «Художественные сокровища России». Бенуа — один из самых значительных художественных критиков начала XX века, ввёл в оборот термины «авангард», «русский сезаннизм» и «русский неоклассицизм».

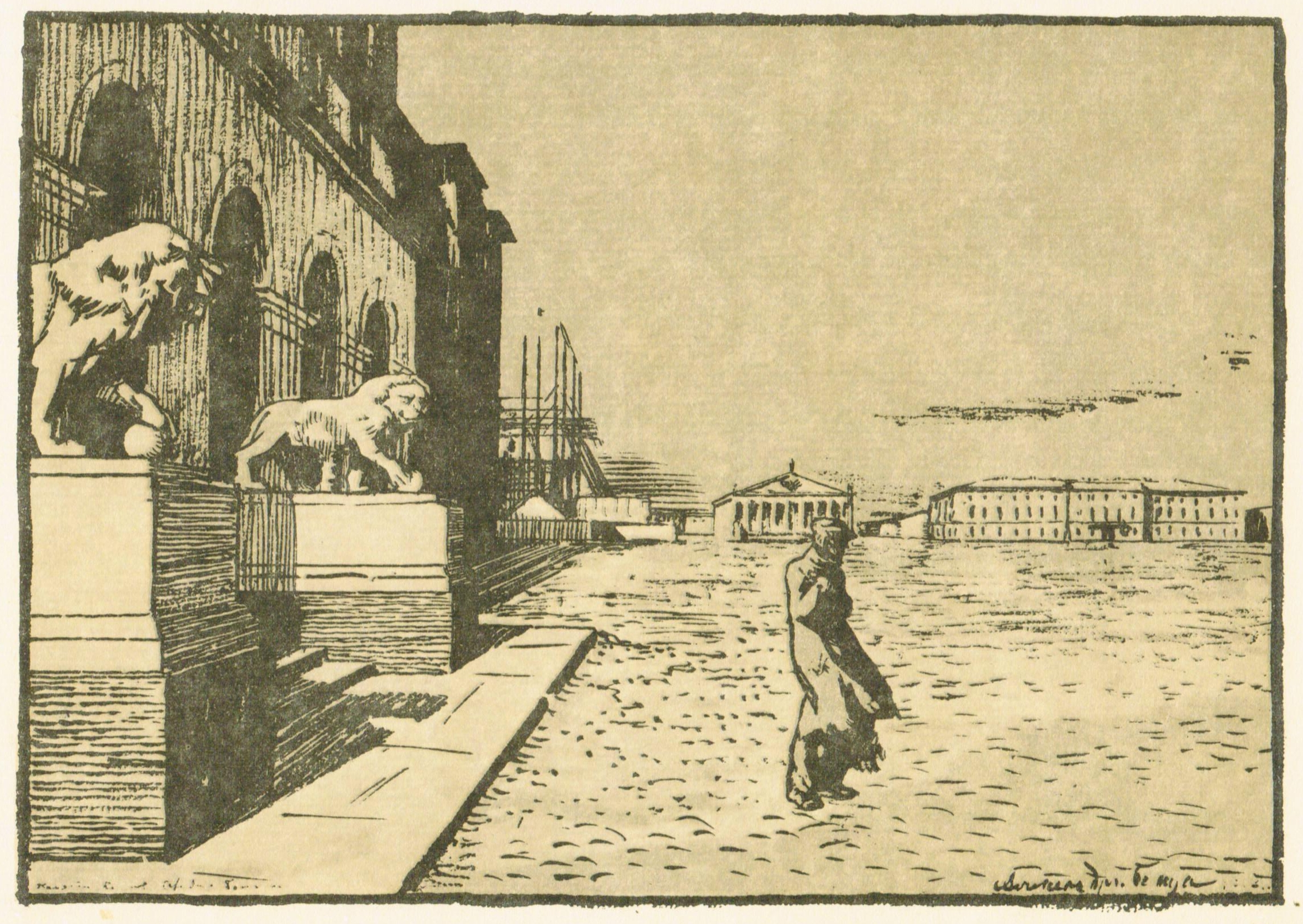
А. Бенуа. Иллюстрация к поэме А. С. Пушкина «Медный всадник»

В 1903 году Бенуа создал один из шедевров российской книжной графики — серию иллюстраций к поэме А. С. Пушкина «Медный всадник». Однако они были отвергнуты как «декадентские». Иллюстрации приобрёл С. П. Дягилев и напечатал их вместе с поэмой в журнале «Мир искусства» (1904. № 1). Рисунки Бенуа «произвели фурор и были признаны всеми знатоками книги как идеальная графическая работа». В 1905 году художник продолжил работу над иллюстрациями — для издания, выпущенного в 1912 году Санкт-Петербургским обществом грамотности, а затем и в 1916 году — для Общины Святой Евгении. В 1917-м книгу набрали в типографии Р. Р. Голике и А. И. Вильборга, но предприятие это было национализировано, и книга увидела свет только в 1923 году — под маркой Комитета популяризации художественных изданий. Печаталась она в Государственной типографии имени Ивана Фёдорова под наблюдением её директора В. И. Анисимова и при содействии Петроградского отделения Госиздата. В книгу вошло 37 рисунков Бенуа.
В 1904 году вышла в свет «Азбука в картинках», едва ли не единственная его крупная работа для детей. Художник трудился над ней около года, но создаётся впечатление, что все иллюстрации сделаны «за один присест» и что процесс рисования сопровождался играми и разговорами с маленьким сыном Колей, впоследствии известным театральным художником.
«Азбука» получила цензурное разрешение 24 октября 1904 года, производственный цикл по её изданию занял примерно полгода. По некоторым сведениям, 34 хромолитографии с золотом и серебром были отпечатаны в сотрудничестве с типографией И. Кадушина. На книгу была установлена высокая розничная цена — 3 рубля. Тираж составил 2500 экземпляров.

### Вторая поездка во Францию
В 1905—1907 годах состоялась вторая поездка Бенуа во Францию. В этот период он подготовил к публикации издания «Русский музей императора Александра III» и «Русская школа живописи», сотрудничал с журналом «Золотое руно», а также печатал в газете «Слово» свои «Парижские заметки»; своими работами участвовал в выставках в Москве, Петербурге, Париже, Берлине. Ряд работ он посвящает Бретани, а также вновь обращается к Версалю.
Художник был уверен, что

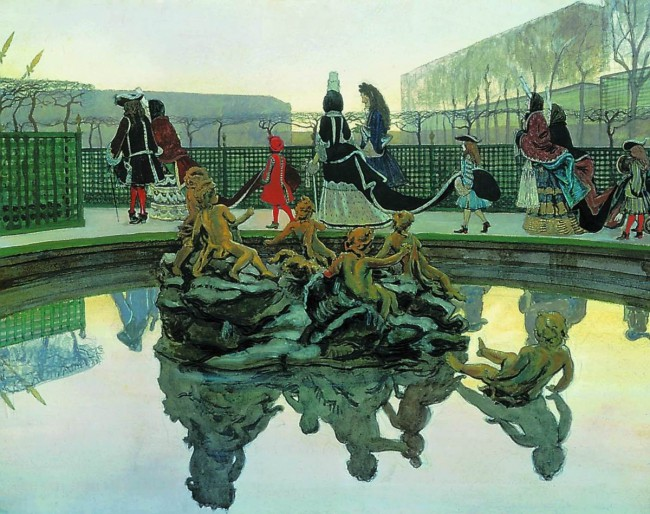
«Прогулка короля». 1906. Третьяковская галерея

…именно теперь, когда весь воздух российский провонял сходками и словоизвержениями, необходимо писать о «Царском…», о Версале, что столь [же] важно для человечества, как 8-часовой рабочий день и автономия Польши. <…> Писать буду о Версале, о саксонском фарфоре и о золоте. Грядущий Хам! Ему я служить не буду и даже в момент торжества социал-демократии. С тоски буду вопить: «Да здравствует Аполлон!».

В 1906 году, вслед за Таврической выставкой 1905 года, организовывает вместе с Дягилевым и Бакстом «Русскую художественную выставку» в Париже — начинание, которое вылилось в создание театральных «Русских сезонов» за рубежом.
Вероятно, в конце 1906 года, накануне возвращения в Петербург, в письме Константину Сомову Бенуа отмечал, что «…Себя нашёл <…> положение своё в жизни выяснил и <…> вступил в зрелый и разумный возраст».

### Вновь в Санкт-Петербурге
В мае 1907 года Бенуа вернулся в Санкт-Петербург, чтобы приступить к работе над оформлением одноактного балета «Павильон Армиды», либретто которого он написал для Николая Черепнина ещё в 1903 году, — однако тогда постановка не состоялась. Подготовка к премьере не была гладкой. Так, с одной из репетиций, несмотря на протесты Бенуа, полицмейстер вывел из зала Дягилева, уволенного из дирекции, однако приглашённого в театр художником. На генеральной репетиции артисты, впервые надев пышные костюмы Бенуа, не узнавали друг друга на сцене. Исполнители главных партий Матильда Кшесинская и Павел Гердт в последний момент отказались от выхода в спектакле. Боясь провала, постановщики с трудом добились переноса премьеры на неделю, с 18 на 25 ноября. Несмотря на сложности, балет был хорошо принят публикой и критикой, и вошёл в репертуар Мариинского театра, а 19 мая 1909 года им открылись первые «Русские сезоны» в Париже.
С ноября 1907 по ноябрь 1908 года газета «Московский ежеднедельник» публиковала его «Дневник художника» — заметки, посвящённые столичным выставкам и театральным постановкам. С 1908 года и вплоть до революции Бенуа публиковал свои «Художественные письма» на страницах газеты «Речь».
В 1908—1911 годах — Бенуа стал художественным руководителем «Русских сезонов» С. П. Дягилева, прославивших за рубежом российское балетное искусство.

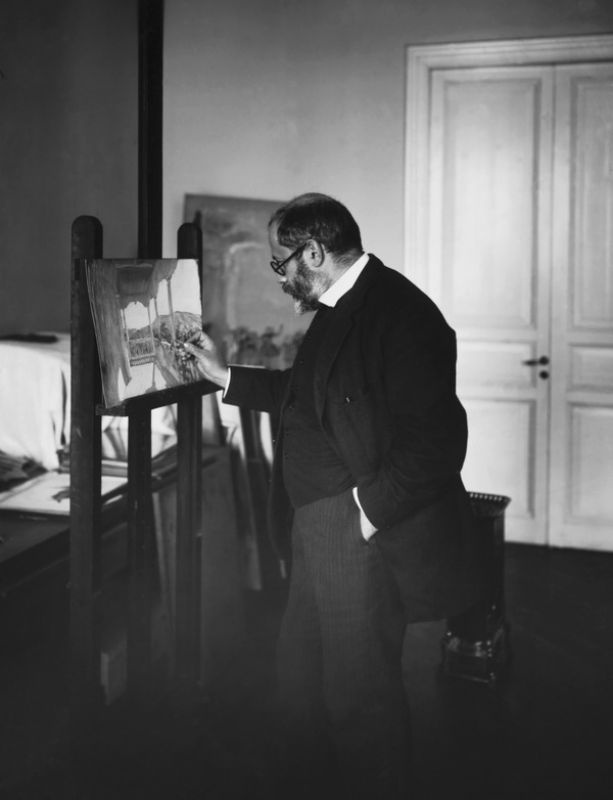
Александр Бенуа за работой. Фотография 1914 года

В 1911 году выходит издание повести А. С. Пушкина «Пиковая дама» с иллюстрациями Бенуа. Основой оформительского замысла служат шесть страничных иллюстраций, где проходит главная линия графического рассказа: карточный выигрыш молодой русской графини; вечерний туалет графини, уже постаревшей и одряхлевшей; стремительный проход Германна через спальню мёртвой графини; ночной визит призрака; роковой проигрыш у Чекалинского; символическое изображение Смерти. Превосходно скомпонованные, звучные, эти иллюстрации похожи на завершённые картины.
Художник подробно, продуманно, с любовью воспроизводит городскую архитектуру, костюмы, быт пушкинского времени. В иллюстрациях заметно и влияние театра: над игорным столом в шестой главе пролетают вполне театральные Чёрт и Фортуна, а завершающая листовая иллюстрация — Смерть задёргивает театральный занавес и гасит свечи, последний музыкант уходит из оркестровой ямы — рождает прямую аналогию с финалом спектакля.
Хотя впоследствии критики не раз отмечали недостатки иллюстраций к «Пиковой даме», «графический наряд» которой представлялся им слишком пышным, картинным и несколько тяжеловесным для «„нагой прелести“ пушкинского текста», тем не менее выход книги стал значительным событием русской художественной жизни начала XX века, а современники Бенуа видели в ней живое воплощение духа артистизма.
После Февральской революции 1917 года Бенуа принимал деятельное участие в работе различных организаций, связанных с охраной памятников искусства и старины.

### В Советской России
В 1919 году Бенуа возглавил картинную галерею Эрмитажа, издал её новый каталог. Продолжал работу как книжный и театральный художник и режиссёр, в частности, работал над постановкой и оформлением спектаклей петроградского Большого драматического театра. Последней работой Бенуа в театрах советской России стало оформление спектакля «Свадьба Фигаро» в БДТ.
В 1922 году вышла крупнейшая графическая работа Бенуа за годы революции — альбом «Версаль», где акварели художника сопровождаются его же текстом. В издание включены 26 акварелей художника; помимо этого, вступительную статью и список рисунков сопровождают заставки и концовки — они отпечатаны в технике цинкографии. Бенуа оформил также титульный лист с заставкой аллегорического содержания и девизом Людовика XIV «Nec pluribus impar» («Не уступающий и множеству») и иллюстрированную обложку. Версаль был одной из любимых тем художника. В основе данной работы — многочисленные натурные наблюдения: ещё в октябре 1896 года Бенуа совершил свою первую поездку в Париж, где зарисовал виды Версаля, положившие начало его знаменитым версальским сериям.
Версаль для Бенуа — олицетворение гармоничного единения человека, природы и искусства. В статье, предваряющей альбом, он так формулирует эту важную для него мысль:

…Версаль — не ода королевской власти, а поэма жизни, поэма влюблённого в природу человечества, властвующего над этой самой природой… монументальный гимн мужественной силе, вдохновляющей женской прелести, объединённым человеческим усилиям для общих целей.

В 1925 году принял участие в Международной выставке современных декоративных и промышленных искусств в Париже.

### Жизнь в эмиграции
В 1926 году, под предлогом очередной служебной командировки, А. Н. Бенуа покинул СССР; хотя сам Бенуа (судя по письму Н. Добычиной от 5 апреля 1926) предполагал, что вернётся в Ленинград через некоторое время, он в итоге остался «невозвращенцем». Жил в Париже, где работал над эскизами театральных декораций и костюмов. Вновь участвовал в балетной антрепризе С. П. Дягилева «Ballets Russes» как художник и автор-постановщик спектаклей. В эмиграции много работал в Милане в оперном театре Ла Скала.
В этот период он создал серию видов Петербурга и его пригородов под общим названием «Воспоминания». Иллюстрировал книги русских и французских авторов — «Страдания молодого Вертера» (фр. Les souffrances du jeune Werther) А. Моруа (1926), «Уроки любви в парке» (La leçon d’amour dans un parc), 1927, «Григорий Орлов» А. Попова (1946). В 1927 году много работал над циклом акварелей к роману А. де Ренье «Грешница» (La pécheresse). В 1945 году создал сюиту из сорока четырёх акварелей к повести А. С. Пушкина «Капитанская дочка». Эти последние книги так и не вышли в свет — оригиналы рисунков первой хранятся у Рене Герра, несколько акварелей к обеим книгам сохранились и в фондах Российского государственного архива литературы и искусства. В целом книжных работ парижского периода у Бенуа не так много и они не такие яркие, как в дореволюционные годы.

### Последние годы
В последние годы жизни художник трудился над мемуарами «Мои воспоминания», на страницах которых воссоздал атмосферу духовных и творческих исканий Серебряного века. Не менее значительным было и издание «Александр Бенуа размышляет… Статьи и письма 1917—1960 гг.».
Александр Бенуа скончался 9 февраля 1960 года в Париже; похоронен на кладбище Батиньоль.

## Семья
Происходил из художественной династии Бенуа: сын Николая Бенуа, брат Леонтия Бенуа и Альберта Бенуа и двоюродный брат Юлия Бенуа.
Женился в 1894 году на дочери музыканта и капельмейстера Карла Ивановича Кинда, Анне Карловне (1869—1952), с которой был знаком с 1876 года (с момента бракосочетания старшего брата Александра — Альберта Бенуа со старшей сестрой Анны — Марией Кинд). У них родились дети:
- Анна-Камилла-Елизавета (13.08.1895[27] — 1984). Её муж (с 1919) — Ю. Ю. Черкесов (1900—1943)
- Елена (31.03.1898, Париж — 16.07.1972, Париж). Её мужья: Б. П. Попов (с 1919), И. А. Вышнеградский (с 1923), А. Я. Браславский (с 1929), Реми Клеман (с 1939)[28]
- Николай (19.04.1901 — 31.03.1988)

|                                        |                                        |                                        |                                        |                                        |                                        |  |  |                                      |                                      |                                      |                                      |                                      |                                      |  |  |                                                |                                                |                                                |                                                |                                                |                                                |  |  |                                       |                                       |                                       |                                       |                                       |                                       |  |  | Леонтий (Луи Жюль) Бенуа (1770—1822)          |                                               |                                               |                                               |                                               |                                               |  |  |                                         |                                         |                                         |                                         |                                         |                                         |  |  |                                         |                                         |                                         |                                         |                                         |                                         |  |  |                                   |                                   |                                   |                                   |                                   |                                   |  |  |                                           |                                           |                                           |                                           |                                           |                                           |  |  |  |  |  |  |  |  |  |  |  |  |  |  |  |  |  |  |  |  |  |  |  |  |  |  |  |  |  |  |  |  |  |  |  |  |  |  |  |  |  |  |  |  |  |  |  |  |  |  |  |  |
|                                        |                                        |                                        |                                        |                                        |                                        |  |  |                                      |                                      |                                      |                                      |                                      |                                      |  |  |                                                |                                                |                                                |                                                |                                                |                                                |  |  |                                       |                                       |                                       |                                       |                                       |                                       |  |  |                                               |                                               |                                               |                                               |                                               |                                               |  |  |                                         |                                         |                                         |                                         |                                         |                                         |  |  |                                         |                                         |                                         |                                         |                                         |                                         |  |  |                                   |                                   |                                   |                                   |                                   |                                   |  |  |                                           |                                           |                                           |                                           |                                           |                                           |  |  |  |  |  |  |  |  |  |  |  |  |  |  |  |  |  |  |  |  |  |  |  |  |  |  |  |  |  |  |  |  |  |  |  |  |  |  |  |  |  |  |  |  |  |  |  |  |  |  |  |  |
|                                        |                                        |                                        |                                        |                                        |                                        |  |  |                                      |                                      |                                      |                                      |                                      |                                      |  |  |                                                |                                                |                                                |                                                |                                                |                                                |  |  |                                       |                                       |                                       |                                       |                                       |                                       |  |  |                                               |                                               |                                               |                                               |                                               |                                               |  |  |                                         |                                         |                                         |                                         |                                         |                                         |  |  |                                         |                                         |                                         |                                         |                                         |                                         |  |  |                                   |                                   |                                   |                                   |                                   |                                   |  |  |                                           |                                           |                                           |                                           |                                           |                                           |  |  |  |  |  |  |  |  |  |  |  |  |  |  |  |  |  |  |  |  |  |  |  |  |  |  |  |  |  |  |  |  |  |  |  |  |  |  |  |  |  |  |  |  |  |  |  |  |  |  |  |  |
| Михаил Леонтьевич Бенуа (1799—1867)    | Михаил Леонтьевич Бенуа (1799—1867)    | Михаил Леонтьевич Бенуа (1799—1867)    | Михаил Леонтьевич Бенуа (1799—1867)    | Михаил Леонтьевич Бенуа (1799—1867)    | Михаил Леонтьевич Бенуа (1799—1867)    |  |  | Леонтий Леонтьевич Бенуа (1801—1885) | Леонтий Леонтьевич Бенуа (1801—1885) | Леонтий Леонтьевич Бенуа (1801—1885) | Леонтий Леонтьевич Бенуа (1801—1885) | Леонтий Леонтьевич Бенуа (1801—1885) | Леонтий Леонтьевич Бенуа (1801—1885) |  |  |                                                |                                                |                                                |                                                |                                                |                                                |  |  |                                       |                                       |                                       |                                       |                                       |                                       |  |  | Николай Леонтьевич Бенуа (1813—1898)          | Николай Леонтьевич Бенуа (1813—1898)          | Николай Леонтьевич Бенуа (1813—1898)          | Николай Леонтьевич Бенуа (1813—1898)          | Николай Леонтьевич Бенуа (1813—1898)          | Николай Леонтьевич Бенуа (1813—1898)          |  |  |                                         |                                         |                                         |                                         |                                         |                                         |  |  |                                         |                                         |                                         |                                         |                                         |                                         |  |  | Юлий Леонтьевич Бенуа (1820—1898) | Юлий Леонтьевич Бенуа (1820—1898) | Юлий Леонтьевич Бенуа (1820—1898) | Юлий Леонтьевич Бенуа (1820—1898) | Юлий Леонтьевич Бенуа (1820—1898) | Юлий Леонтьевич Бенуа (1820—1898) |  |  | Александр Леонтьевич Бенуа (1817—1875)    | Александр Леонтьевич Бенуа (1817—1875)    | Александр Леонтьевич Бенуа (1817—1875)    | Александр Леонтьевич Бенуа (1817—1875)    | Александр Леонтьевич Бенуа (1817—1875)    | Александр Леонтьевич Бенуа (1817—1875)    |  |  |  |  |  |  |  |  |  |  |  |  |  |  |  |  |  |  |  |  |  |  |  |  |  |  |  |  |  |  |  |  |  |  |  |  |  |  |  |  |  |  |  |  |  |  |  |  |  |  |  |  |
| Михаил Леонтьевич Бенуа (1799—1867)    | Михаил Леонтьевич Бенуа (1799—1867)    | Михаил Леонтьевич Бенуа (1799—1867)    | Михаил Леонтьевич Бенуа (1799—1867)    | Михаил Леонтьевич Бенуа (1799—1867)    | Михаил Леонтьевич Бенуа (1799—1867)    |  |  | Леонтий Леонтьевич Бенуа (1801—1885) | Леонтий Леонтьевич Бенуа (1801—1885) | Леонтий Леонтьевич Бенуа (1801—1885) | Леонтий Леонтьевич Бенуа (1801—1885) | Леонтий Леонтьевич Бенуа (1801—1885) | Леонтий Леонтьевич Бенуа (1801—1885) |  |  |                                                |                                                |                                                |                                                |                                                |                                                |  |  |                                       |                                       |                                       |                                       |                                       |                                       |  |  | Николай Леонтьевич Бенуа (1813—1898)          | Николай Леонтьевич Бенуа (1813—1898)          | Николай Леонтьевич Бенуа (1813—1898)          | Николай Леонтьевич Бенуа (1813—1898)          | Николай Леонтьевич Бенуа (1813—1898)          | Николай Леонтьевич Бенуа (1813—1898)          |  |  |                                         |                                         |                                         |                                         |                                         |                                         |  |  |                                         |                                         |                                         |                                         |                                         |                                         |  |  | Юлий Леонтьевич Бенуа (1820—1898) | Юлий Леонтьевич Бенуа (1820—1898) | Юлий Леонтьевич Бенуа (1820—1898) | Юлий Леонтьевич Бенуа (1820—1898) | Юлий Леонтьевич Бенуа (1820—1898) | Юлий Леонтьевич Бенуа (1820—1898) |  |  | Александр Леонтьевич Бенуа (1817—1875)    | Александр Леонтьевич Бенуа (1817—1875)    | Александр Леонтьевич Бенуа (1817—1875)    | Александр Леонтьевич Бенуа (1817—1875)    | Александр Леонтьевич Бенуа (1817—1875)    | Александр Леонтьевич Бенуа (1817—1875)    |  |  |  |  |  |  |  |  |  |  |  |  |  |  |  |  |  |  |  |  |  |  |  |  |  |  |  |  |  |  |  |  |  |  |  |  |  |  |  |  |  |  |  |  |  |  |  |  |  |  |  |  |
|                                        |                                        |                                        |                                        |                                        |                                        |  |  |                                      |                                      |                                      |                                      |                                      |                                      |  |  |                                                |                                                |                                                |                                                |                                                |                                                |  |  |                                       |                                       |                                       |                                       |                                       |                                       |  |  |                                               |                                               |                                               |                                               |                                               |                                               |  |  |                                         |                                         |                                         |                                         |                                         |                                         |  |  |                                         |                                         |                                         |                                         |                                         |                                         |  |  |                                   |                                   |                                   |                                   |                                   |                                   |  |  |                                           |                                           |                                           |                                           |                                           |                                           |  |  |  |  |  |  |  |  |  |  |  |  |  |  |  |  |  |  |  |  |  |  |  |  |  |  |  |  |  |  |  |  |  |  |  |  |  |  |  |  |  |  |  |  |  |  |  |  |  |  |  |  |
| Александр Михайлович Бенуа (1862—1944) | Александр Михайлович Бенуа (1862—1944) | Александр Михайлович Бенуа (1862—1944) | Александр Михайлович Бенуа (1862—1944) | Александр Михайлович Бенуа (1862—1944) | Александр Михайлович Бенуа (1862—1944) |  |  | Алексей Леонтьевич Бенуа (1838—1902) | Алексей Леонтьевич Бенуа (1838—1902) | Алексей Леонтьевич Бенуа (1838—1902) | Алексей Леонтьевич Бенуа (1838—1902) | Алексей Леонтьевич Бенуа (1838—1902) | Алексей Леонтьевич Бенуа (1838—1902) |  |  | Екатерина Николаевна Бенуа-Лансере (1850—1933) | Екатерина Николаевна Бенуа-Лансере (1850—1933) | Екатерина Николаевна Бенуа-Лансере (1850—1933) | Екатерина Николаевна Бенуа-Лансере (1850—1933) | Екатерина Николаевна Бенуа-Лансере (1850—1933) | Екатерина Николаевна Бенуа-Лансере (1850—1933) |  |  | Альберт Николаевич Бенуа (1852—1936)  | Альберт Николаевич Бенуа (1852—1936)  | Альберт Николаевич Бенуа (1852—1936)  | Альберт Николаевич Бенуа (1852—1936)  | Альберт Николаевич Бенуа (1852—1936)  | Альберт Николаевич Бенуа (1852—1936)  |  |  | Леонтий Николаевич Бенуа (1856—1928)          | Леонтий Николаевич Бенуа (1856—1928)          | Леонтий Николаевич Бенуа (1856—1928)          | Леонтий Николаевич Бенуа (1856—1928)          | Леонтий Николаевич Бенуа (1856—1928)          | Леонтий Николаевич Бенуа (1856—1928)          |  |  | Михаил Николаевич Бенуа (1862—1931)     | Михаил Николаевич Бенуа (1862—1931)     | Михаил Николаевич Бенуа (1862—1931)     | Михаил Николаевич Бенуа (1862—1931)     | Михаил Николаевич Бенуа (1862—1931)     | Михаил Николаевич Бенуа (1862—1931)     |  |  | Александр Николаевич Бенуа (1870—1960)  | Александр Николаевич Бенуа (1870—1960)  | Александр Николаевич Бенуа (1870—1960)  | Александр Николаевич Бенуа (1870—1960)  | Александр Николаевич Бенуа (1870—1960)  | Александр Николаевич Бенуа (1870—1960)  |  |  | Юлий Юльевич Бенуа (1852—1929)    | Юлий Юльевич Бенуа (1852—1929)    | Юлий Юльевич Бенуа (1852—1929)    | Юлий Юльевич Бенуа (1852—1929)    | Юлий Юльевич Бенуа (1852—1929)    | Юлий Юльевич Бенуа (1852—1929)    |  |  | Александр Александрович Бенуа (1852–1928) | Александр Александрович Бенуа (1852–1928) | Александр Александрович Бенуа (1852–1928) | Александр Александрович Бенуа (1852–1928) | Александр Александрович Бенуа (1852–1928) | Александр Александрович Бенуа (1852–1928) |  |  |  |  |  |  |  |  |  |  |  |  |  |  |  |  |  |  |  |  |  |  |  |  |  |  |  |  |  |  |  |  |  |  |  |  |  |  |  |  |  |  |  |  |  |  |  |  |  |  |  |  |
| Александр Михайлович Бенуа (1862—1944) | Александр Михайлович Бенуа (1862—1944) | Александр Михайлович Бенуа (1862—1944) | Александр Михайлович Бенуа (1862—1944) | Александр Михайлович Бенуа (1862—1944) | Александр Михайлович Бенуа (1862—1944) |  |  | Алексей Леонтьевич Бенуа (1838—1902) | Алексей Леонтьевич Бенуа (1838—1902) | Алексей Леонтьевич Бенуа (1838—1902) | Алексей Леонтьевич Бенуа (1838—1902) | Алексей Леонтьевич Бенуа (1838—1902) | Алексей Леонтьевич Бенуа (1838—1902) |  |  | Екатерина Николаевна Бенуа-Лансере (1850—1933) | Екатерина Николаевна Бенуа-Лансере (1850—1933) | Екатерина Николаевна Бенуа-Лансере (1850—1933) | Екатерина Николаевна Бенуа-Лансере (1850—1933) | Екатерина Николаевна Бенуа-Лансере (1850—1933) | Екатерина Николаевна Бенуа-Лансере (1850—1933) |  |  | Альберт Николаевич Бенуа (1852—1936)  | Альберт Николаевич Бенуа (1852—1936)  | Альберт Николаевич Бенуа (1852—1936)  | Альберт Николаевич Бенуа (1852—1936)  | Альберт Николаевич Бенуа (1852—1936)  | Альберт Николаевич Бенуа (1852—1936)  |  |  | Леонтий Николаевич Бенуа (1856—1928)          | Леонтий Николаевич Бенуа (1856—1928)          | Леонтий Николаевич Бенуа (1856—1928)          | Леонтий Николаевич Бенуа (1856—1928)          | Леонтий Николаевич Бенуа (1856—1928)          | Леонтий Николаевич Бенуа (1856—1928)          |  |  | Михаил Николаевич Бенуа (1862—1931)     | Михаил Николаевич Бенуа (1862—1931)     | Михаил Николаевич Бенуа (1862—1931)     | Михаил Николаевич Бенуа (1862—1931)     | Михаил Николаевич Бенуа (1862—1931)     | Михаил Николаевич Бенуа (1862—1931)     |  |  | Александр Николаевич Бенуа (1870—1960)  | Александр Николаевич Бенуа (1870—1960)  | Александр Николаевич Бенуа (1870—1960)  | Александр Николаевич Бенуа (1870—1960)  | Александр Николаевич Бенуа (1870—1960)  | Александр Николаевич Бенуа (1870—1960)  |  |  | Юлий Юльевич Бенуа (1852—1929)    | Юлий Юльевич Бенуа (1852—1929)    | Юлий Юльевич Бенуа (1852—1929)    | Юлий Юльевич Бенуа (1852—1929)    | Юлий Юльевич Бенуа (1852—1929)    | Юлий Юльевич Бенуа (1852—1929)    |  |  | Александр Александрович Бенуа (1852–1928) | Александр Александрович Бенуа (1852–1928) | Александр Александрович Бенуа (1852–1928) | Александр Александрович Бенуа (1852–1928) | Александр Александрович Бенуа (1852–1928) | Александр Александрович Бенуа (1852–1928) |  |  |  |  |  |  |  |  |  |  |  |  |  |  |  |  |  |  |  |  |  |  |  |  |  |  |  |  |  |  |  |  |  |  |  |  |  |  |  |  |  |  |  |  |  |  |  |  |  |  |  |  |
|                                        |                                        |                                        |                                        |                                        |                                        |  |  |                                      |                                      |                                      |                                      |                                      |                                      |  |  | Зинаида Серебрякова (1884—1967)                | Зинаида Серебрякова (1884—1967)                | Зинаида Серебрякова (1884—1967)                | Зинаида Серебрякова (1884—1967)                | Зинаида Серебрякова (1884—1967)                | Зинаида Серебрякова (1884—1967)                |  |  | Альберт Альбертович Бенуа (1879—1930) | Альберт Альбертович Бенуа (1879—1930) | Альберт Альбертович Бенуа (1879—1930) | Альберт Альбертович Бенуа (1879—1930) | Альберт Альбертович Бенуа (1879—1930) | Альберт Альбертович Бенуа (1879—1930) |  |  | Надежда Леонтьевна Бенуа-Устинова (1895—1975) | Надежда Леонтьевна Бенуа-Устинова (1895—1975) | Надежда Леонтьевна Бенуа-Устинова (1895—1975) | Надежда Леонтьевна Бенуа-Устинова (1895—1975) | Надежда Леонтьевна Бенуа-Устинова (1895—1975) | Надежда Леонтьевна Бенуа-Устинова (1895—1975) |  |  | Константин Михайлович Бенуа (1885—1950) | Константин Михайлович Бенуа (1885—1950) | Константин Михайлович Бенуа (1885—1950) | Константин Михайлович Бенуа (1885—1950) | Константин Михайлович Бенуа (1885—1950) | Константин Михайлович Бенуа (1885—1950) |  |  | Николай Александрович Бенуа (1901—1988) | Николай Александрович Бенуа (1901—1988) | Николай Александрович Бенуа (1901—1988) | Николай Александрович Бенуа (1901—1988) | Николай Александрович Бенуа (1901—1988) | Николай Александрович Бенуа (1901—1988) |  |  |                                   |                                   |                                   |                                   |                                   |                                   |  |  | Альберт Александрович Бенуа (1888—1960)   | Альберт Александрович Бенуа (1888—1960)   | Альберт Александрович Бенуа (1888—1960)   | Альберт Александрович Бенуа (1888—1960)   | Альберт Александрович Бенуа (1888—1960)   | Альберт Александрович Бенуа (1888—1960)   |  |  |  |  |  |  |  |  |  |  |  |  |  |  |  |  |  |  |  |  |  |  |  |  |  |  |  |  |  |  |  |  |  |  |  |  |  |  |  |  |  |  |  |  |  |  |  |  |  |  |  |  |
|                                        |                                        |                                        |                                        |                                        |                                        |  |  |                                      |                                      |                                      |                                      |                                      |                                      |  |  | Зинаида Серебрякова (1884—1967)                | Зинаида Серебрякова (1884—1967)                | Зинаида Серебрякова (1884—1967)                | Зинаида Серебрякова (1884—1967)                | Зинаида Серебрякова (1884—1967)                | Зинаида Серебрякова (1884—1967)                |  |  | Альберт Альбертович Бенуа (1879—1930) | Альберт Альбертович Бенуа (1879—1930) | Альберт Альбертович Бенуа (1879—1930) | Альберт Альбертович Бенуа (1879—1930) | Альберт Альбертович Бенуа (1879—1930) | Альберт Альбертович Бенуа (1879—1930) |  |  | Надежда Леонтьевна Бенуа-Устинова (1895—1975) | Надежда Леонтьевна Бенуа-Устинова (1895—1975) | Надежда Леонтьевна Бенуа-Устинова (1895—1975) | Надежда Леонтьевна Бенуа-Устинова (1895—1975) | Надежда Леонтьевна Бенуа-Устинова (1895—1975) | Надежда Леонтьевна Бенуа-Устинова (1895—1975) |  |  | Константин Михайлович Бенуа (1885—1950) | Константин Михайлович Бенуа (1885—1950) | Константин Михайлович Бенуа (1885—1950) | Константин Михайлович Бенуа (1885—1950) | Константин Михайлович Бенуа (1885—1950) | Константин Михайлович Бенуа (1885—1950) |  |  | Николай Александрович Бенуа (1901—1988) | Николай Александрович Бенуа (1901—1988) | Николай Александрович Бенуа (1901—1988) | Николай Александрович Бенуа (1901—1988) | Николай Александрович Бенуа (1901—1988) | Николай Александрович Бенуа (1901—1988) |  |  |                                   |                                   |                                   |                                   |                                   |                                   |  |  | Альберт Александрович Бенуа (1888—1960)   | Альберт Александрович Бенуа (1888—1960)   | Альберт Александрович Бенуа (1888—1960)   | Альберт Александрович Бенуа (1888—1960)   | Альберт Александрович Бенуа (1888—1960)   | Альберт Александрович Бенуа (1888—1960)   |  |  |  |  |  |  |  |  |  |  |  |  |  |  |  |  |  |  |  |  |  |  |  |  |  |  |  |  |  |  |  |  |  |  |  |  |  |  |  |  |  |  |  |  |  |  |  |  |  |  |  |  |
|                                        |                                        |                                        |                                        |                                        |                                        |  |  |                                      |                                      |                                      |                                      |                                      |                                      |  |  |                                                |                                                |                                                |                                                |                                                |                                                |  |  |                                       |                                       |                                       |                                       |                                       |                                       |  |  | Питер А. Устинов (1921—2004)                  | Питер А. Устинов (1921—2004)                  | Питер А. Устинов (1921—2004)                  | Питер А. Устинов (1921—2004)                  | Питер А. Устинов (1921—2004)                  | Питер А. Устинов (1921—2004)                  |  |  | Михаил Константинович Бенуа (1912—1955) | Михаил Константинович Бенуа (1912—1955) | Михаил Константинович Бенуа (1912—1955) | Михаил Константинович Бенуа (1912—1955) | Михаил Константинович Бенуа (1912—1955) | Михаил Константинович Бенуа (1912—1955) |  |  |                                         |                                         |                                         |                                         |                                         |                                         |  |  |                                   |                                   |                                   |                                   |                                   |                                   |  |  |                                           |                                           |                                           |                                           |                                           |                                           |  |  |  |  |  |  |  |  |  |  |  |  |  |  |  |  |  |  |  |  |  |  |  |  |  |  |  |  |  |  |  |  |  |  |  |  |  |  |  |  |  |  |  |  |  |  |  |  |  |  |  |  |

## Адреса
В Петербурге жил на 1-й линии Васильевского острова, близ Большого проспекта.

## Работы
- Картины по русской истории — иллюстрирование

## Память

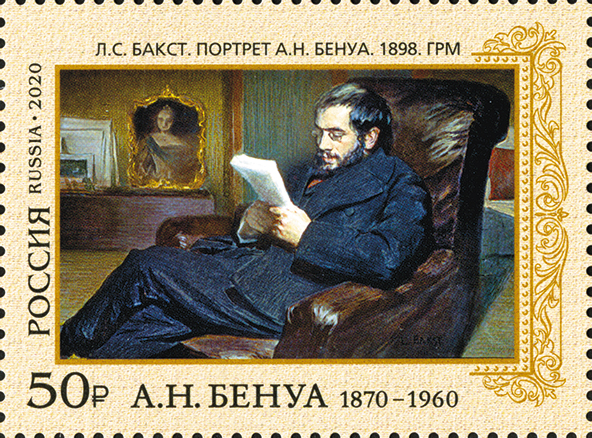
Почтовая марка России, 2020 (по портрету работы Льва Бакста)
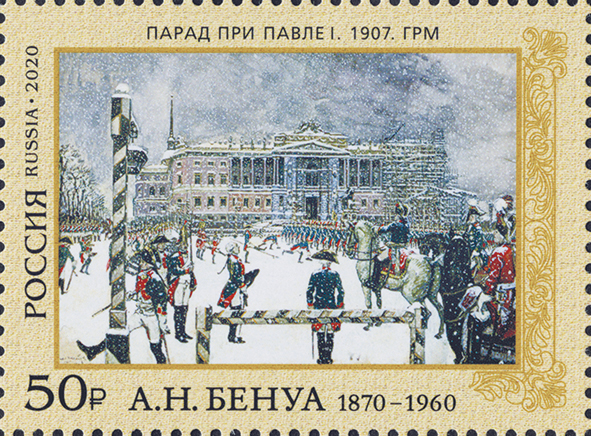
Почтовая марка России, 2020 (по картине «Парад при Павле I»)

Имя Александра Бенуа с 2005 года носит речной пассажирский теплоход, построенный в 1960 году в Чехословакии (бывший «Яков Свердлов»).

## Архив
Фонд А. Н. Бенуа хранится в Российском государственном архиве литературы и искусства под номером 936. В фонде собраны 655 единиц хранения за 1806–1978 годы.
Небольшая часть документов была собрана еще Литературным музеем[уточнить] и в 1941 г. передана во вновь организованный ЦГЛА. Основная же масса материалов поступила от дочери А. Н. Бенуа — А. А. Черкесовой-Бенуа из Парижа в 1967—1969, 1976 и 1978 годах прежде всего благодаря посредничеству Ильи Зильберштейна, неутомимого собирателя и пропагандиста творчества А. Н. Бенуа. Как писала Н. Б. Волкова в статье «Зильберштейн защищает Бенуа»: «Если мы уже в 60 – 70-е годы прошлого века смогли познакомиться с творческим наследием А. Н. Бенуа, то этим в значительной степени обязаны Зильберштейну, именно благодаря ему более сотни произведений поступили в наши музеи, была издана значительная часть его литературного наследия, восстановлен его истинный облик — создателя целого направления русского искусства».
Среди документов фонда, охватывающих период с 1886 по 1960 годов, рисунки А. Н. Бенуа: портрет Константина Сомова, этюд «Капсель» («Восход солнца на берегу моря»), архитектурные пейзажи: «Ново-Михайловский дворец на Дворцовой набережной», «Дворец Бобринских. Вид из нашей столовой», «Инженерный замок», эскиз интерьера ресторана Казанского вокзала, эскизы декораций и костюмов к спектаклю Мариинского театра «Гибель богов» Р. Вагнера, к спектаклю МХТ «Моцарт и Сальери», к мистерии С.-Ж. де Буалье «Императрица скал» для труппы Иды Рубинштейн, эскизы костюмов к спектаклю парижского театра «Водевиль» по роману Ф. М. Достоевского «Идиот», к опере «Садко» Н. А. Римского-Корсакова, к мистерии «Жанна д'Арк на костре» А. Онеггера по пьесе П. Клоделя, эскиз костюма для Ф. И. Шаляпина к опере Ж. Массне «Дон Кихот», иллюстрации к повести А. Моруа «Страдания молодого Вертера», к роману А. де Ренье «Грешница», к повести А. С. Пушкина «Капитанская дочка» и к стихотворению «Гусар»; к поэме А. А. Попова «Орлов»; портрет Н. В. Гоголя в окружении персонажей его произведений и др.
А. Н. Бенуа представлен несколькими работами как художественный критик и искусствовед. В фонде хранится обширная переписка.

### Документы, воспоминания и критика
- Бурлюк Д. Д. Галдящие «бенуа» и Новое Русское Национальное Искусство (Разговор г. Бурлюка, г. Бенуа и г. Репина об искусстве);
- Н. Д. Б. [Бурлюк Н. Д.] О пародии и о подражании. — СПб.: Книгопечатня Шмидт, 1913. — 22 с.

### Исследования
- Завьялова А. Е. Александр Бенуа и Константин Сомов. Художники среди книг. — М. : Театралис, 2012. — 208 с. — 300 экз. — ISBN 978-5-902492-25-2.
- Сеславинский М. В., Тараканова О. Л. Книги для гурманов : Библиофильские издания конца ХIX — начала XX века : альбом. — М. : Белый город, 2010. — 310 с. — ISBN 978-5-7793-1696-5.
- Сеславинский М. В. Рандеву : Русские художники во французском книгоиздании первой половины XX века : альбом-каталог. — Москва : Астрель, 2009. — 504 с. — ISBN 978-5-94829-036-2.
- Сеславинский М. В. Французские библиофильские издания в оформлении русских художников-эмигрантов (1920-1940-е годы) : монография. — Москва : ИД «Университетская книга», 2012. — 254, [6] с. — ISBN 978-5-454-00003-5.
- Эрнст С. Р. Александр Бенуа / Сергей Эрнст. — М. : Терра — Книжный клуб, 2004. — 253, [2] с., [8] л. ил. : портр. — (Мастера). — ISBN 5-275-01030-3. — OCLC 1319191509.
- Эткинд М. Г. Александр Николаевич Бенуа, 1870–1960 / [Вступ. статья чл.-кор. Акад. наук СССР заслуж. деятеля искусств РСФСР проф. д-ра искусствоведения А. А. Сидорова]. — Л.—М. : Искусство, 1965. — 215 с.
- Эткинд М. Г. А. Н. Бенуа и русская художественная культура конца XIX — начала XX века / Марк Эткинд. — Л. : Художник РСФСР, 1989. — 478, [2] с.

### Справочные издания
- Бенуа // Энциклопедический словарь Брокгауза и Ефрона : в 86 т. (82 т. и 4 доп.). — СПб., 1905. — Т. доп. I. — С. 248.
- Бенуа Александр Николаевич / В. М. Петюшенко // Бари — Браслет. — М. : Советская энциклопедия, 1970. — С. 201–202. — (Большая советская энциклопедия : [в 30 т.] / гл. ред.  А. М. Прохоров ; 1969—1978, т. 3).
- Бенуа Александр Николаевич / П. С. Павлинов, В. А. Кулаков // «Банкетная кампания» 1904 — Большой Иргиз. — М. : Большая российская энциклопедия, 2005. — С. 328–329. — (Большая российская энциклопедия : [в 35 т.] / гл. ред. Ю. С. Осипов ; 2004—2017, т. 3). — ISBN 5-85270-331-1.
- Осьмакова Н. И. Бенуа Александр Николаевич // Русские писатели, 1800—1917 : Биографический словарь / гл. ред. П. А. Николаев. — М. : Сов. энциклопедия, 1989. — Т. 1 : А—Г. — С. 239–240. — 672 с. — (Сер. биогр. словарей: Русские писатели. 11—20 вв.). — 100 000 экз. — ISBN 5-85270-011-8.